# Allocosa mossamedesa
Allocosa mossamedesa là một loài nhện trong họ wolfspinnen (Lycosidae).
Loài này thuộc chi Allocosa. Allocosa mossamedesa được Carl Friedrich Roewer miêu tả năm 1959.